# Habenaria splendentior
Habenaria splendentior är en orkidéart som beskrevs av Victor Samuel Summerhayes. Habenaria splendentior ingår i släktet Habenaria och familjen orkidéer. Inga underarter finns listade i Catalogue of Life.